# Aphis gossypii
Espèce
Aphis gossypii, aussi appelé puceron du melon ou puceron du cotonnier, est une espèce d'insectes hémiptères de la famille des Aphididae. Observé en plein champ comme sous abris.
Le puceron Aphis gossypii est largement répandu à travers le monde. Ce puceron est un ravageur majeur des plantes de la famille des cucurbitacées en raison de sa faculté à transmettre des virus.
En Guyane, A. gossypii est également rencontré sur tomates, aubergines, gombos, dachines, citrus et papayers. Également présent à Mayotte, la Réunion, en Guadeloupe, en Martinique et en Nouvelle Calédonie.
Extrêmement polyphage, le puceron A. gossypii se développe sur plus de 92 familles botaniques, comme les Solanacées, Cucurbitacées, Composées, Crucifères, Fabacées, Ombellifères, Alliums, Malvacées ou Basellacées ,,.